# Olgierd Geblewicz
 (mars 2024).
Olgierd Geblewicz, né le 15 octobre 1972 à Goleniów, est un homme politique polonais.
Dans les années 2008–2010 Président de l’Assemblée Régionale de Voïvodie de Poméranie-Occidentale, depuis 2010 Maréchal de la Voïvodie de Poméranie-Occidentale.
Depuis 2020, président du groupe du Parti populaire européen au Comité des régions et, depuis 2022, membre du conseil d'administration de PPE.

## Biographie

### Origines et formation
Il est diplômé de la faculté de droit et d'administration de l'Université de Szczecin et de l'économie de la West Pomeranian Business School. Il a également réalisé des études de troisième cycle en gestion d'entreprise à l'Université de Varsovie.

### Carrière politique
En 2001, il rejoint la Plate-forme civique. En 2002, il est élu conseiller municipal de Goleniów avec 116 voix (5,35%). Il devient président du Comité du Budget et président du club des conseillers de son parti local Municipalité pour le citoyen. En 2005, il est président de la Plate-forme civique dans le district de Goleniów.
En 2006, il se présente de la 1re place sur la liste de la Plateforme civique dans la circonscription no 2 de l'Assemblée Régionale de Voïvodie de Poméranie-Occidentale. Il obtient le mandat de conseiller avec 8 314 voix (9,58%). Il devient président du Comité de l'économie, ainsi que président du club des conseillers de la PO. En raison de sa deuxième fonction, il est membre du conseil d'administration de la région de Poméranie occidentale de la Plate-forme civique. Le 2 décembre 2008, il est élu président de l'Assemblée Régionale, en remplacement de Michał Łuczak, qui a démissionné de cette fonction le 26 novembre de la même année. En 2009, il est devenu membre du Conseil de la Coopération sous-régionale des États de la mer Baltique (BSSSC).
Il est réélu à l’Assemblée Régionale de 2010 avec 10 721 voix. Le 29 novembre 2010, il est nommé maréchal par les conseillers régionaux. Il entre en fonction le 7 décembre de la même année. De 2010 à 2011, il est président du BSSSC. En octobre 2011, il devient membre du Comité des régions. Il rejoint le groupe du Parti populaire européen, ainsi que la Commission de la citoyenneté, de la gouvernance, des affaires institutionnelles et extérieures (CIVEX) et la Commission des ressources naturelles (NAT). En 2013, il est président des structures municipales de la Plate-forme civique de Szczecin.
En 2014, il redevient conseiller régional. Le 1er décembre, il est élu maréchal pour la deuxième fois. Le 3 mars 2016, il a été élu président du conseil d'administration de l'Union des Voïvodies de la République de Pologne.
En 2018, il conserve son mandat de conseiller régional, obtenant 42 494 voix. Le 23 novembre 2018, il a été de nouveau nommé maréchal de la voïvodie. En janvier 2020, il est élu président du groupe du Parti populaire européen au Comité des régions. En octobre 2021, il est élu président des structures régionales de la Plate-forme civique. En décembre 2021, il reprend les fonctions de président du BSSSC pour deux ans.
En juin 2022, il devient membre du conseil d'administration du Parti populaire européen.